# Rehearsal Night
|  | Denne artikel er oprettet af botten Steenthbot ud fra en ekstern database. Den kan derfor have sproglige fejl eller mangler. Denne skabelon kan fjernes efter kontrol af indholdet. |

Rehearsal Night er en dansk dokumentarfilm fra 2017 instrueret af Maja Friis.

## Handling
Maja Friis har fulgt pianist Niels Lan Doky i dagene op til åbningen af hans nye jazzbar, The Standard. Han har hænderne fulde af både murere, malere og en stjernediva af en sangerinde, der ikke er synderligt tilfreds med at få en nr. 24 fra den lokale grill til aftensmad. Men Doky holder (for det meste) hovedet koldt og hænderne rolige helt frem til åbningsaftenen, hvor musikken endelig fylder den flotte funkis-bygning i Københavns havn. "Rehearsal Night" er en dokumentarisk jazzkomedie, og en film om at stå ved sin passion og følge sine drømme helt til dørs, koste hvad det vil.

## Medvirkende
- Niels Lan Doky